# Дуб Івана Богуна
Дуб Іва́на Богуна́. Обхват 4 м, вік 360 років, висота 24 м. За легендою його посадив відомий сподвижник Богдана Хмельницького — полковник Іван Богун. Дуб росте в селі Кальник Іллінецького району Вінницької області. Дерево отримало статус ботанічної пам'ятки природи в 2010 р. з ініціативи Київського еколого-культурного центру.
Цей екземпляр дуба, знайшов професор Григорій Казмірчук з Київського національного університету імені Тараса Шевченка, що родом з с. Кальник. Він знайшов у архівах документи в яких було записано, що “5 грудня 1649 року був висвячений на кальницького полковника старшиною кальницького, уманського та черкаського полків і архімандритом дияконом Онуфрієм Іван Богун. На передмісті містечка Кальник він власноручно посадив дуб, який символізує могутність козацького роду.” Дійсно такий дуб при дорозі у Кальнику був знайдений вік його виявися близько 400 років.

## Ресурси Інтернету
- Фотогалерея самых старых и выдающихся деревьев Украины  [Архівовано 8 квітня 2014 у Wayback Machine.]

## Виноски
1. 1 2   Шнайдер С. Л., Борейко В. Е., Стеценко Н. Ф. 500 выдающихся деревьев Украины. — К.: КЭКЦ, 2011. — 203 с.